# Presidente-Regente
Riigihoidja (em estoniano: "Administrador do Estado", às vezes traduzido como Presidente-Regente) foi o nome do gabinete do chefe de Estado e chefe do governo interino da Estônia de 3 de setembro de 1937 a 24 de abril de 1938. A primeira pessoa a ocupar esse cargo foi Konstantin Päts, cinco vezes ex-Ancião de Estado.  Seu eventual sucessor ex officio foi Johan Laidoner, então comandante-em-chefe.
De acordo com a Lei de Emenda à Constituição da República da Estônia (1933), que foi aprovada pelo povo no referendo constitucional estoniano de outubro de 1933  e entrou em vigor (no 100º dia após o referendo) em 24 de janeiro de 1934, o Ancião de Estado era o representante do povo que exercia o mais alto poder administrativo no Estado. Para governar o Estado, havia o Governo da República (Seção 57), nomeado pelo Ancião de Estado e presidido pelo Primeiro-ministro (Seção 64). Pela Resolução nº 173 de 12 de março de 1934 (Riigi Teataja; 16 de março de 1934 Nº 22 Art 56), Konstantin Päts estendeu a validade da lei marcial para todo o território do estado por 6 meses, que foi posteriormente prorrogada. Durante a lei marcial, as eleições do Ancião de Estado não foram organizadas e Konstantin Päts, como Primeiro-Ministro interino, também atuou como Ancião de Estado interino. 
De acordo com a Lei do Período de Transição, que foi proclamada em 17 de agosto de 1937 por Konstantin Päts como Primeiro-ministro nas funções de Ancião de Estado, e entrou em vigor em 3 de setembro de 1937 após publicação no Riigi Teataja (3 de setembro de 1937 Nº 71 Art 598), o Primeiro-ministro continuou a cumprir suas funções no status oficial de Protetor de Estado nas funções de Ancião de Estado até que o novo Riigikogu fosse convocado. 
Ele também foi seu próprio sucessor como primeiro presidente de 24 de abril de 1938 até 23 de julho de 1940, formalmente até pouco depois que as tropas soviéticas ocuparam a Estônia em junho de 1940. 

## Titulares
| Retrato | Retrato | Nome | Mandato | Mandato | Mandato | Partido | Gabinete | Riigikogu (eleição) |
| Retrato | Retrato | Nome | Posse | Fim do Mandato | Período | Partido | Gabinete | Riigikogu (eleição) |
| A Lei de Emenda à Constituição de 1938 fundiu temporariamente os cargos de Ancião de Estado e Primeiro-Ministro ao Presidente-Regente | A Lei de Emenda à Constituição de 1938 fundiu temporariamente os cargos de Ancião de Estado e Primeiro-Ministro ao Presidente-Regente | A Lei de Emenda à Constituição de 1938 fundiu temporariamente os cargos de Ancião de Estado e Primeiro-Ministro ao Presidente-Regente | A Lei de Emenda à Constituição de 1938 fundiu temporariamente os cargos de Ancião de Estado e Primeiro-Ministro ao Presidente-Regente | A Lei de Emenda à Constituição de 1938 fundiu temporariamente os cargos de Ancião de Estado e Primeiro-Ministro ao Presidente-Regente | A Lei de Emenda à Constituição de 1938 fundiu temporariamente os cargos de Ancião de Estado e Primeiro-Ministro ao Presidente-Regente | A Lei de Emenda à Constituição de 1938 fundiu temporariamente os cargos de Ancião de Estado e Primeiro-Ministro ao Presidente-Regente | A Lei de Emenda à Constituição de 1938 fundiu temporariamente os cargos de Ancião de Estado e Primeiro-Ministro ao Presidente-Regente | A Lei de Emenda à Constituição de 1938 fundiu temporariamente os cargos de Ancião de Estado e Primeiro-Ministro ao Presidente-Regente |
| --- | --- | --- | --- | --- | --- | --- | --- | --- |
| | | Konstantin Päts (1874–1956) Presidente-Regente                                                                                        | 3 de setembro de 1937 | 24 de abril de 1938 | 234 | Nenhum [a] | Päts V coalizão sem partido [b] | Parlamento dissolvido [c] |
| A Constituição de 1938 dividiu o cargo de Presidente-Regente entre um Presidente e um Primeiro-Ministro                               | | | | | | | | |